# Ethel Sargant
Ethel Sargant (Londra, 28 ottobre 1863 – Sidmouth, 16 gennaio 1918) è stata una botanica britannica.
Specializzata in citologia e morfologia delle piante, fu una delle prime donne membri della Linnean Society of London e la prima donna a far parte del loro consiglio. È stata la prima donna presidente di una sezione della British Science Association.

## Biografia
Terza figlia dell'avvocato Henry Sargant e di sua moglie Catherine Emma Beale, studiò alla North London Collegiate School e dal 1881 al 1885 al Girton College di Cambridge. Sua sorella Mary Sargant Florence era una nota pittrice dell'epoca, mentre suo fratello Charles Sargant era un giudice federale.
Lavorò a lungo con Margaret Jane Benson, capo del dipartimento di botanica del Royal Holloway di Londra e viaggiò con lei in tutta Europa nel 1897, per acquisire conoscenze e attrezzature per allestire il laboratorio di botanica della scuola. Dal 1892 al 1893 lavorò con Dukinfield Henry Scott presso i Kew Gardens, dove concentrò le sue ricerche sul nucleo e lo sviluppo dei gameti maschili e femminili del Lilium martagon. Successivamente, dovendo assistere a casa la madre e la sorella, trascorse alcuni anni lontano dai laboratori. In questo periodo allestì un laboratorio nei terreni di proprietà della famiglia, che chiamò "Jodrell Junior" e assunse Ethel Thomas e Agnes Arber come assistenti di ricerca. 
Negli anni successivi si specializzò nell'anatomia delle plantule, tenendo un corso di botanica all'Università di Londra nel 1907. Nel dicembre 1904, Sargant fu una delle prime donne membro della Linnean Society di Londra, e fu la prima donna a far parte del loro consiglio. Dopo la morte di sua madre e di sua sorella, nel 1912 si trasferì presso la Old Rectory nel villaggio di Girton a Cambridgeshire. L'anno successivo venne eletta membro onorario del Girton College e dal 1913 al 1918 ricoprì la carica di presidente della British Federation of Women Graduates. Nel 1913 divenne anche presidente della sezione della British Science Association. 
Morì a Sidmouth, il 16 gennaio 1918.
Lasciò in eredità al Girton College la raccolta dei suoi lavori. In sua memoria venne istituita, nel 1919, la borsa di studio "Ethel Sargant" per la ricerca sulle scienze naturali. Alcune ristampe e monografie da lei raccolte e rilegate per argomento sono ospitate nella Plant Sciences Library all'Università di Cambridge.